# Melanargia nigerrima
Melanargia nigerrima är en fjärilsart som beskrevs av Ribbe 1909. Melanargia nigerrima ingår i släktet Melanargia och familjen praktfjärilar. Inga underarter finns listade i Catalogue of Life.